# 東京國際展示場
東京國際展示場（日语：／ Tōkyō kokusai tenjijō */?）是位於日本東京都江東區有明的會議展覽中心，1996年開館，以取代原位於東京都中央區晴海的東京國際貿易展覽館。通稱東京Big Sight（日语：／ Tōkyō Biggusaito */?），這也是其經營機構的名稱。身為日本面積最大的展覽場地，東京許多重要的展覽會與貿易展均在此舉行。

## 會社概要（至2006年4月1日）
- 會社名：株式會社東京Big Sight
- 會社所在地：東京都江東區有明3-21-1
- 設立：1958年4月1日
- 資本金：55億71百万日圓
- 僱員：100名
- 營業額：228億日圓（2004年）
- 大股東：東京都
- 代表取締役社長：浪越勝海（原東京都產業勞動局長）

## 施設概要
設有會議棟、東展示棟、西展示棟，其中會議棟以獨特的設計聞名。設計者為株式會社佐藤總合計劃、施工為間組JV。而在廣場上的鋸狀巨型雕塑「Saw, Sawing」（瑞典藝術家克拉斯·歐登伯格（Claes Oldenburg）設計）亦很有名。
- 1995年竣工
- 敷地面積：243419 m²
- 延床面積：230873 m²
- 總展示面積：80660 m²（日本最大）
- 總工費：1985億日元（用地費除外）

## 主要活動
- 街Zukuri 流通Renaissance（街づくり・流通ルネサンス）
- 日本國際工作機械見本市
- 東京車展
- 博麗神社例大祭
- 東京玩具節
- 東京國際動畫博覽會（2001年至2013年）
- 東京商業高峰會議
- Comic Market（1996年起）
- 國際鐵道模型會議
- 優良設計獎
- WPC EXPO
- Photo Imaging Expo（舊：Photo Expo）
- 國際福祉機器展
- AnimeJapan（2014年起）
- INTERMOLD日本國際模具暨製造設備展覽會
- JAPAN METAL STAMPING日本金屬沖壓加工技術展
- CYCLE MODE日本東京國際自行車展覽會
- 2020年東京奧運及帕運的媒體新聞中心和國際轉播中心
- COMIC1

## 交通

### 鐵道
- 東京臨海新交通臨海線（百合鷗號）
  - 東京國際展覽中心站下車
- 臨海線（JR埼京線直通運轉）
  - 國際展示場站下車

### 巴士
- 東京Big Sight巴士站
  - 都營巴士（一般路線）
    - 海01 門前仲町－豐洲站－東京Big Sight
    - 東16 東京站八重洲口－月島站－豐洲站－東京Big Sight

  - 都營巴士（活動舉行日運行的臨時系統）
    - 國展01 東京站八重洲口－豐洲站－東京Big Sight（急行）
    - 國展02 豐洲站－東京Big Sight（急行）
    - 國展03 濱松町站－東京Big Sight（急行）
    - 國展07 東京站八重洲口－豐洲站（Big Sight發）～（無停車・經有明北橋）～東京Big Sight（急行）
    - 國展08 東京站八重洲口～（無停車・經有明北橋）～東京Big Sight（急行）

- - km観光巴士
    - km花巴士 濱松町站－東京Big Sight

- - 京濱急行巴士
    - 羽田空港
    - 横濱站東口（横濱City Air Terminal・YCAT）

- - 東京空港交通
    - 羽田空港

（以前「日之丸自動車興業」的免費循環巴士「東京Bay Shuttle」現在已中止）
- 國際展示場正門前站巴士站（東京Fashion Town前）
  - 都營巴士（周六日服務）
    - 急行05 錦糸町站－西大島站－新木場站－東京Big Sight東棟前・東京國際展覽中心站前－Telecom Tower站（新木場站－Telecom Tower站間急行）
    - 急行06 森下站－門前仲町－東京國際展覽中心站前－Telecom Tower站（急行）

### 船舶（水上巴士）
- 東京Big Sight（有明客船碼頭）
  - 海上巴士（東京都觀光汽船）日之出棧橋－東京Big Sight－Palette Town－日之出棧橋
  - 東京水邊Line

## 圖廊

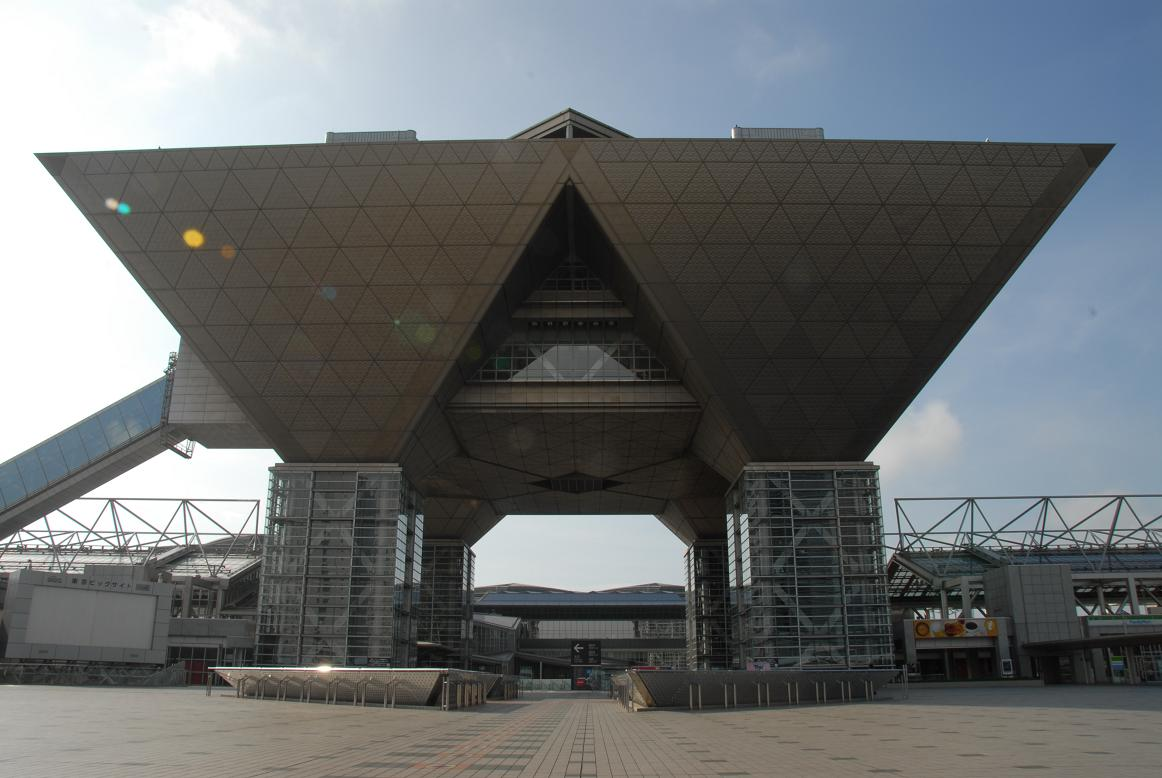
會議棟
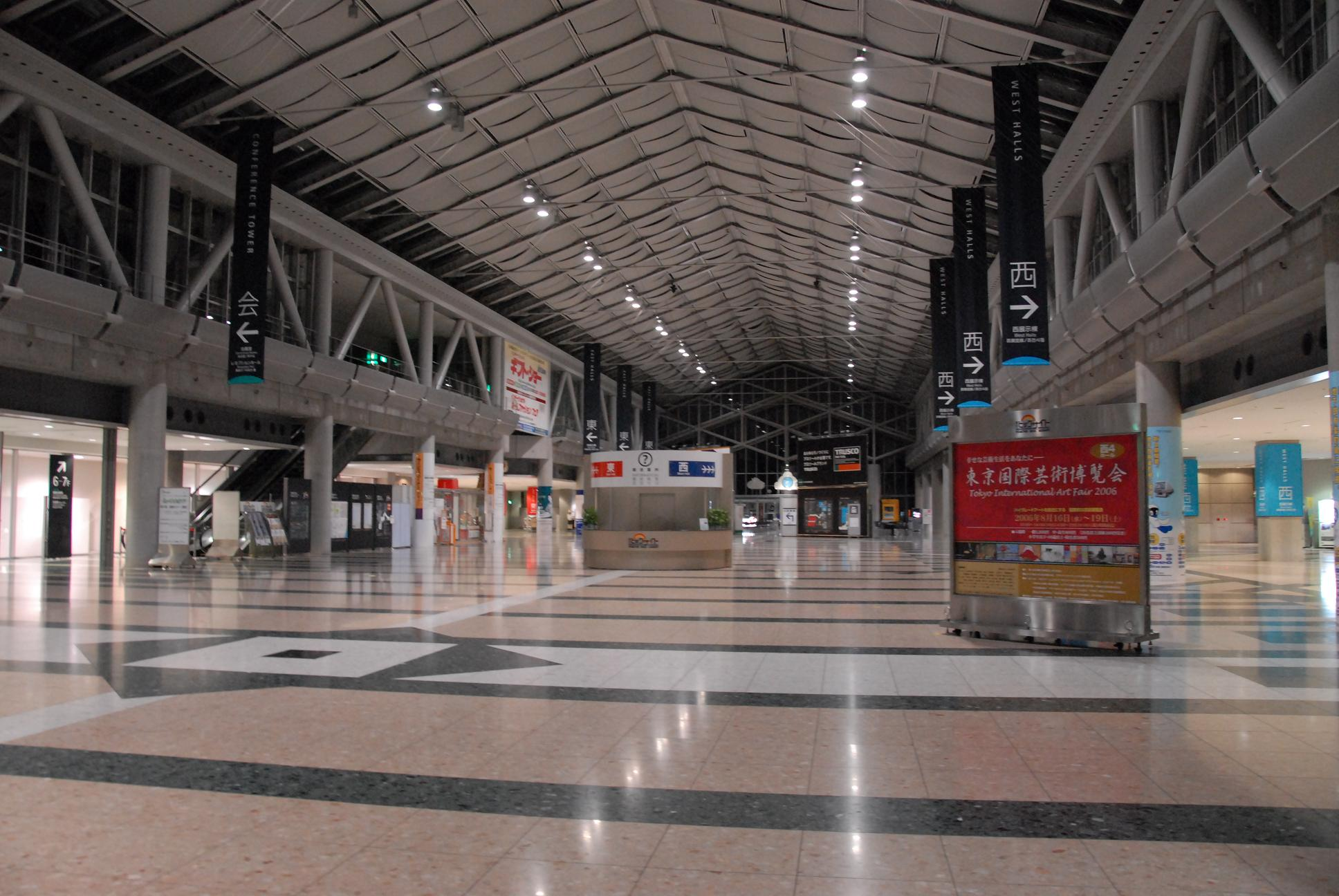
入口大廳
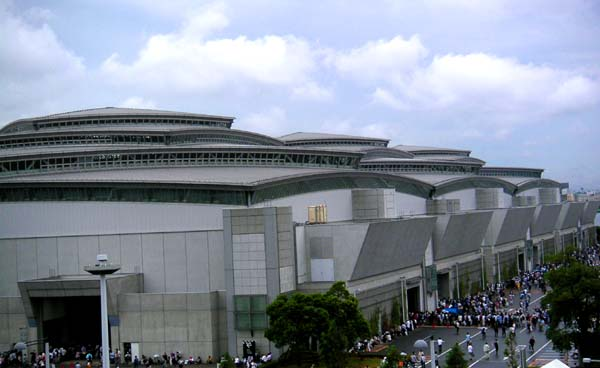
東展示棟
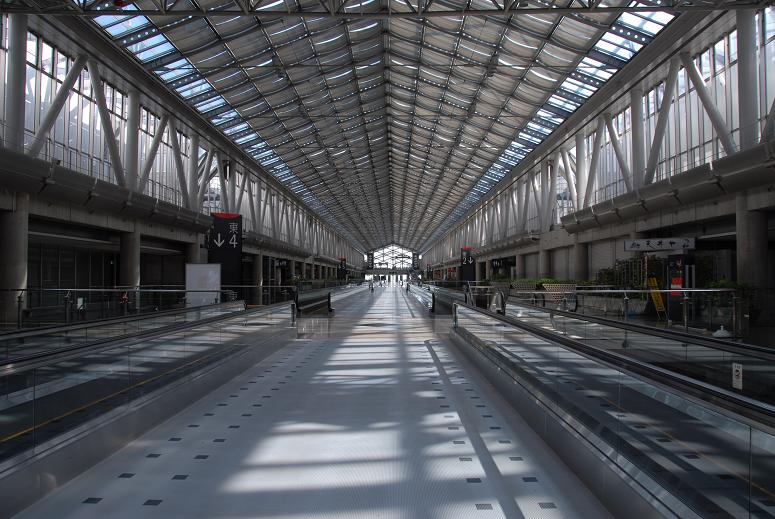
東展示棟 Galleria（玻璃頂棚商店街）
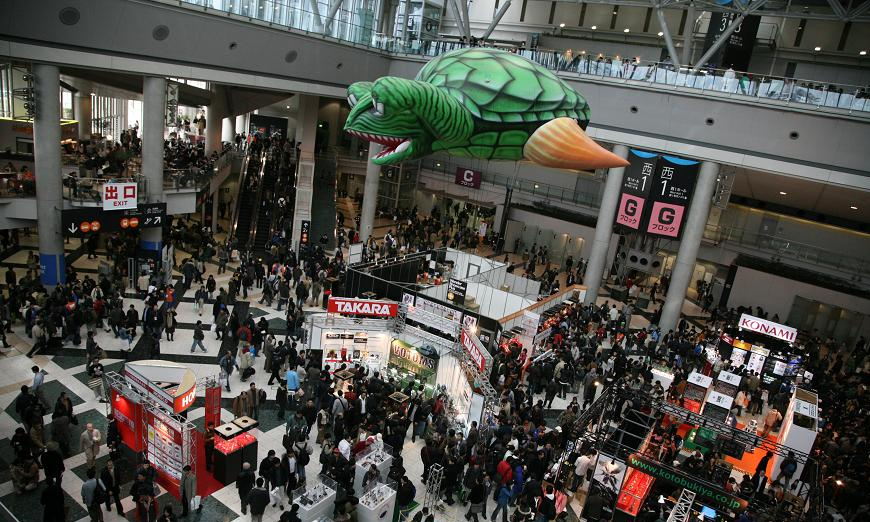
西展示棟 門廊
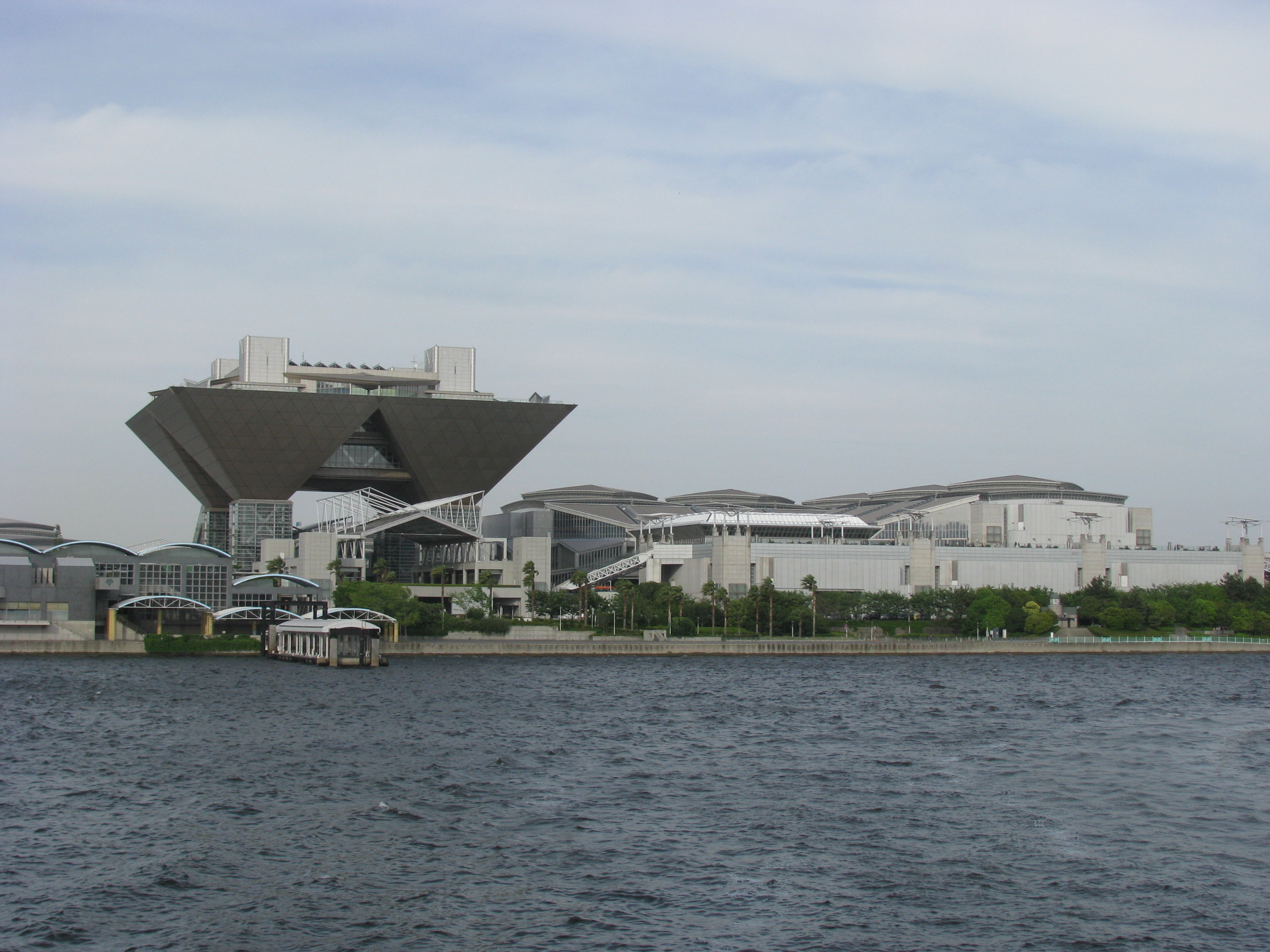
眺望東京國際展示場與有明客輪碼頭
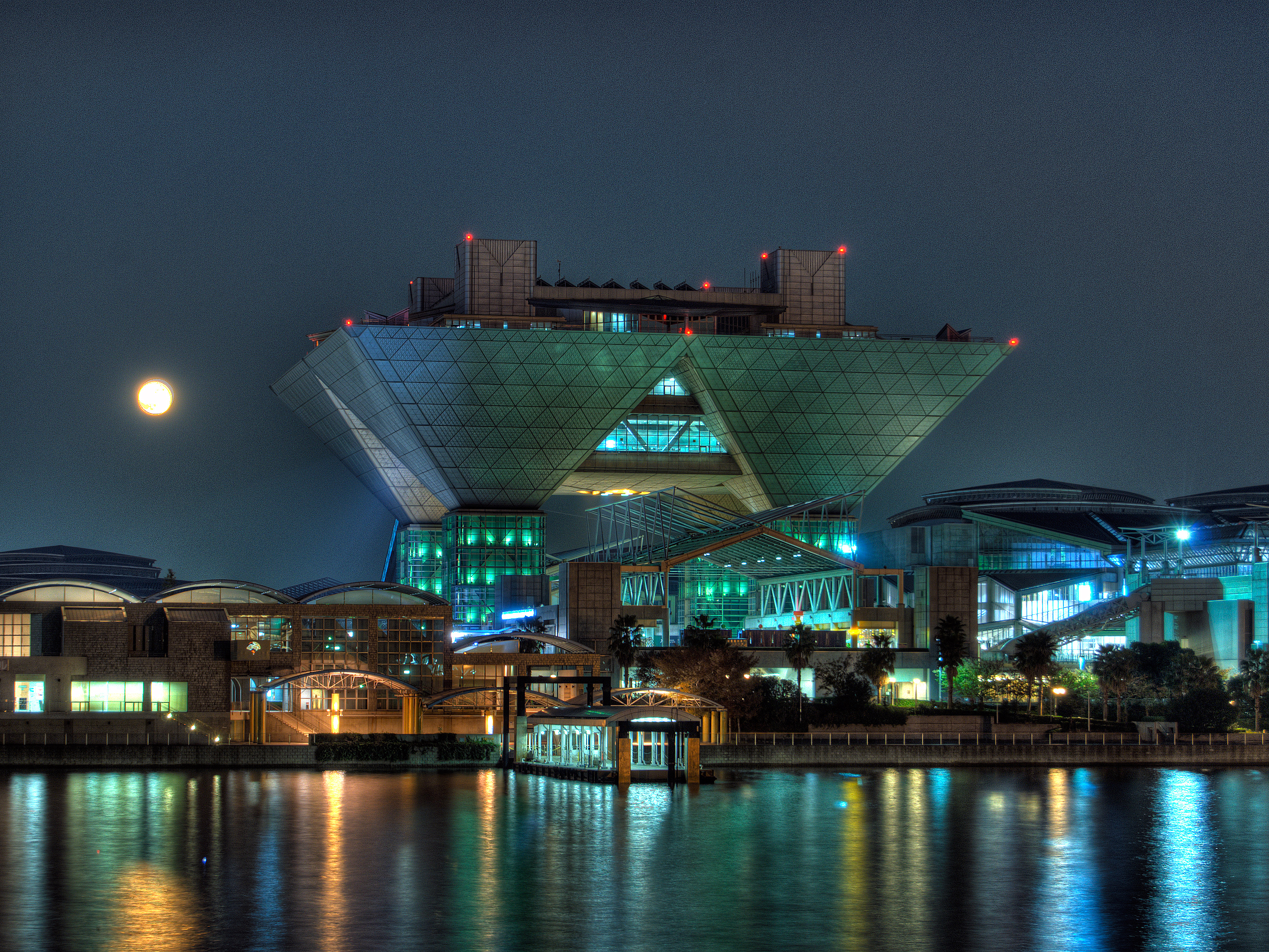
夜景

## 與東京國際展示場有關的影視作品
- SP (電視劇) - 電視劇。第9-11話。
- 桃太郎電鐵系列
- Love Live! 虹咲学园学园偶像同好会

## 外部連結
- 東京國際展示場網站 （页面存档备份，存于）（日語）（英文）（简体中文）
- 株式會社東京Big Sight（日語）（英文）
- 株式會社東京Big Sight服務 （页面存档备份，存于）（日語）

35°37′48.57″N 139°47′37.47″E / 35.6301583°N 139.7937417°E